# Cyanolyca argentigula
Cyanolyca argentigula е вид птица от семейство Вранови (Corvidae).

## Разпространение
Видът е разпространен в Коста Рика и Панама.